# Christian Gottfried Nestler
Christian Gottfried Nestler (auch: Chrétien Géofroy, Chrétien Geoffroy) (* 1. März 1778 in Straßburg; † 2. Oktober 1832 in Straßburg) war ein Professor der Botanik und Pharmazie in Straßburg. Sein offizielles botanisches Autorenkürzel lautet „Nestl.“

## Leben und Wirken
Er war Apotheker im Elsass und 1806 bis 1810 Militärapotheker. Er studierte in Paris und war Schüler von L. C. Richard. Er stand im Briefwechsel mit Johann Bartholomäus Trommsdorff. Er war Assistent von Dominique  Villars,  später Professor der Botanik und Pharmazie an der Universität und Direktor des Botanischen Gartens in  Strassburg.
1830 entdeckte er am Rheinufer das Moos Trichostomum viridulum aus der Familie Pottiaceae. Im Jahr 1819 wurde er zum Mitglied der Leopoldina gewählt.

## Ehrungen
Kurt Sprengel benannte nach ihm die südafrikanische Korbblütlergattung Nestlera (Tribus Gnaphalieae).

## Werke
- Monographia de Potentilla præmissis nonnullis observationibus circa familiam Rosacearum. 1816
- Index plantarum quae in horto Academ. Argentinensi anno 1817 viguerunt; F.G. Levrault, 1818
- Discours prononcé à la faculté de médecine à l’occasion de sa rentrée, le onze décembre 1828; Levrault F.G, 1829
- Notice sur le Sedum repens; 1830
- Discours prononcés sur la tombe de M. C. G. Nestler, professeur ... décédé le 2 octobre 1832
- Quatre heures de relevée, Grand’rue no. 7; mit M. Piton; Imprimerie de Mme Ve Silbermann, 1833
- Index alphabeticus: generum, specierum et synonymorum; 1843; mit Jean-Baptiste Mougeot und Wilhelm Philipp Schimper
- Stirpes cryptogamæ vogeso-rhenanæ: quas in Rheni superioris inferiorisque, nec non Vogesorum præfecturis; 1854; mit Mougeot und Schimper